# بنك الطعام بسنغافورة
بنك الطعام بسنغافورة هي مؤسسة خيرية ومؤسسة ذات شخصية عامة مسجلة في سنغافورة. إنه يعمل كبنك غذائي يجمع المواد الغذائية الزائدة من موردي الأغذية ويعيد توزيعها على منظمات مثل منازل الناس القديمة ومراكز خدمة الأسرة ومطابخ الحساء. وهي عضو في الشبكة العالمية للغذاء.

## التاريخ
في سنغافورة تنشر الوكالة الوطنية للبيئة إحصاءات سنوية، تبين أن هناك 788,600 طن من الأغذية يتم إهدارها سنويًا في سنغافورة، ومعدل إعادة التدوير هو 13٪ فقط (حيث يبلغ إجمالي معدل إعادة التدوير 60٪).

## خدمات
يقدم بنك الطعام الخدمات والبرامج التالية:
- إنقاذ الغذاء

## روابط خارجية
- الموقع الرسمي